# Umeshu
Umeshu (jap. 梅酒) – napój alkoholowy, wytwarzany poprzez macerację owoców moreli japońskiej ume (Prunus mume), w shōchū z dodatkiem cukru. Spełnia kryteria nalewu (nalewki) owocowego. 

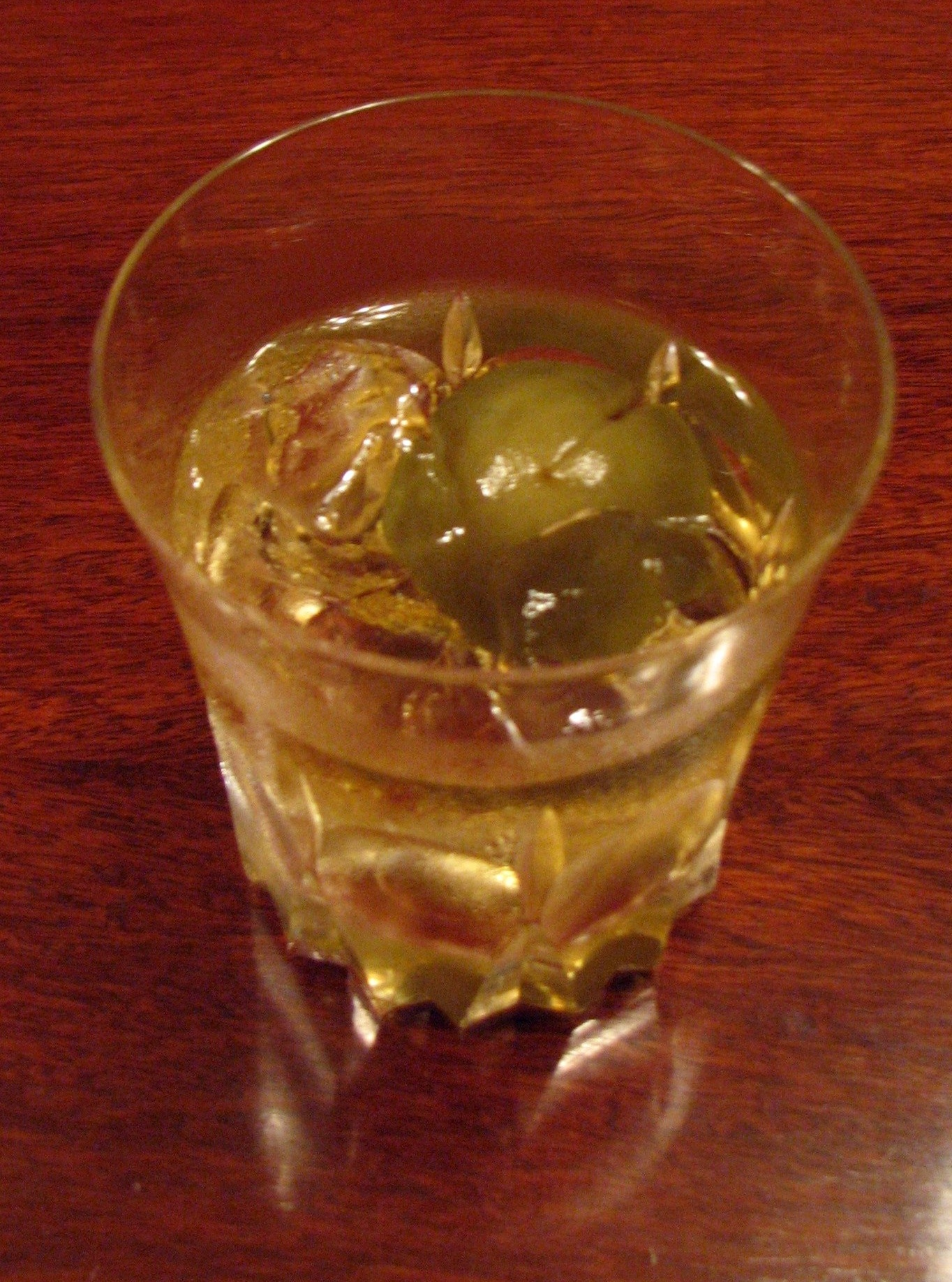
Umeshu z lodem i morelą ume

Umeshu nie jest więc winem, jak często błędnie określa się ten rodzaj alkoholu w Polsce, gdyż nie jest produktem powstającym w procesie fermentacji owoców. Nie jest też odmianą sake. Według klasyfikacji wyrobów alkoholowych stosowanej w Polsce trudno jest również zaszeregować umeshu do likierów, ponieważ likiery zawierają co najmniej 15% alkoholu. W procesie produkcji umeshu zawiera 20% alkoholu, jednak na rynku w zasadzie wyłącznie spotyka się ten napój rozcieńczony do zawartości poniżej 15% alkoholu (zazwyczaj pomiędzy 10-15%).
Umeshu ma słodko-kwaśny smak. Zazwyczaj ma też posmak migdałów z powodu niewielkiej zawartości kwasu pruskiego w pestkach, ale nie jest to ilość zagrażająca zdrowiu. Produkcja umeshu często towarzyszy produkcji innych japońskich alkoholi, jednak istnieje wiele browarów wyspecjalizowanych w produkcji wyłącznie umeshu. Takie są w większości zlokalizowane w zachodniej części wyspy Honsiu – gdzie m.in. w prefekturze Wakayama występują najlepsze warunki do uprawy owoców ume, jak i najlepsza źródlana woda. Produkcja umeshu odbywa się również metodą domową. Wiele gospodyń domowych wiosną, w okresie dojrzewania owoców ume, przygotowuje na własny użytek domowy likier ume, który po maceracji trwającej ok. 6-12 miesięcy nadaje się do spożycia. Stosunkowo prosta metoda przygotowania powoduje, że większość gospodarstw domowych może pochwalić się własnym umeshu.
Umeshu najczęściej pije się z lodem (umeshu rokku). Można je podawać również w koktajlach z tonikiem, z gazowanymi napojami cytrynowymi lub wodą mineralną gazowaną. Zimą w Japonii popularne jest również umeshu serwowane na ciepło. Ponieważ umeshu jest napojem deserowym, tradycyjnie nie serwuje się go do sushi.
W Polsce występuje wiele produktów wzorowanych na umeshu, jednak nie są one zbliżone do tradycyjnego i oryginalnego umeshu produkowanego w Japonii. Tradycyjne umeshu producentów japońskich od pewnego czasu jest też dostępne w Polsce.